# Pierre Nolf
Pierre Nolf (Ypres, 26 juillet 1873 - Bruxelles, 14 septembre 1953) était un médecin et politicien belge. Il a été ministre des arts et des sciences dans le Gouvernement Theunis I du 8 novembre 1922 au 5 avril 1925.

## Prix
- 1940 : Prix Francqui